# 弘仁寺
弘仁寺（こうにんじ）は、奈良県奈良市虚空蔵町にある高野山真言宗の寺院。山号は虚空蔵山。本尊は虚空蔵菩薩。奈良市の南部、天理市寄りの山の辺北道の中ほどの小高い山、虚空蔵山の山腹にある寺院である。毎年4月13日の十三詣りで有名。通称「高樋の虚空蔵さん」と呼ばれる。

## 歴史
弘仁6年（815年）に嵯峨天皇の勅願によって創建されたというが、大同2年（807年）にこの地に明星が隕ちたことから、空海が神聖な土地としてこの地に寺を建立したとも伝えられる。また、空海が自ら彫った虚空蔵菩薩像を本尊として安置したという。これとは別に小野篁を創建者とする説もある。
中世には華厳宗の末寺となっていたが、元亀3年（1572年）に松永久秀の兵火によって伽藍の大部分が焼失した。
寛永6年（1629年）に宗全によって再興されている。

## 境内
- 本堂（奈良県指定有形文化財） - 寛永6年（1629年）もしくは元禄年間（1688年 - 1704年）の再建[1]。
- 明星堂
- 鎮守社
- 庫裏
- 宿坊
- 鐘堂 - 梵鐘は太平洋戦争中の金属類回収令で供出されたが、戦後に当寺に戻された。
- 山門
- 奥の院

## 文化財

### 重要文化財
- 木造持国天増長天立像　附：木造広目天多聞天立像
- 木造明星菩薩立像 - 明星堂本尊。伝空海作。平安時代初期。奈良国立博物館寄託。

### 奈良県指定有形文化財
- 本堂

### 奈良市指定有形文化財
- 木造天部立像
- 唐草文三足双耳香炉 1合

### 奈良市指定有形民俗文化財
- 算額 - 文政10年（1827年）、奥田政八奉納。本堂に掲額。
- 算額 - 安政5年（1858年）、石田算楽軒奉納。本堂に掲額。

## 前後の札所
大和北部八十八ヶ所霊場
73 正暦寺　-　74 弘仁寺　-　75 霊仙寺

## 所在地
〒630-8412 奈良県奈良市虚空蔵町46

## 交通アクセス
- JR・近鉄天理駅から奈良交通バス天理駅行きまたは下山行きで15分、下山下車、奈良市コミュニティバス米谷町集会所前行きに乗り換え9分、高樋町下車、徒歩5分
- バス利用の場合、最寄りのバス停（高樋町）までの奈良交通バス路線は廃止されており、以下のように乗り換えが必要となる[2]。

## 外部サイト
- 弘仁寺公式ホームページ